# Уворно језеро
Уворно језеро, такође и ендореично, је језеро које према услову формирања водног биланса нема отоке, а воду губи најчешће испаравањем. Таква језера су карактеристична за области суве климе, попут пустиња, полупустиња и степа. Међу најпознатија едореична језера убрајају се — Каспијско, Аралско, Чад, Титикака, Балхашко и др. Она имају унутрашње одводњавање и њихови сливови не припадају ни једном од океана.